# Sparkasse Osterode am Harz
Die Sparkasse Osterode am Harz ist eine Sparkasse in Niedersachsen mit Sitz in Osterode am Harz. Sie ist eine Anstalt des öffentlichen Rechts.

## Geschäftsgebiet und Träger
Das Geschäftsgebiet der Sparkasse Osterode am Harz umfasst die Städte Bad Lauterberg im Harz, Herzberg am Harz, Osterode am Harz und Bad Sachsa, die Gemeinde Bad Grund (Harz) sowie die Samtgemeinde Hattorf im Landkreis Göttingen.
Träger der Sparkasse Osterode am Harz ist der Sparkassenzweckverband im ehemaligen Landkreis Osterode am Harz. Diesem gehören der Landkreis Göttingen (als Rechtsnachfolger des aufgelösten Landkreis Osterode am Harz), die Stadt Osterode am Harz, die Stadt Bad Lauterberg und die Stadt Bad Sachsa als Mitglieder an.

## Geschäftszahlen
Die Sparkasse Osterode am Harz wies im Geschäftsjahr 2024 eine Bilanzsumme von 1,119 Mrd. Euro aus und verfügte über Kundeneinlagen von 921,37 Mio. Euro. Gemäß der Sparkassenrangliste 2024 liegt sie nach Bilanzsumme auf Rang 307. Sie unterhält 7 Filialen/Selbstbedienungsstandorte und beschäftigt 204 Mitarbeiter.

## Sparkassen-Finanzgruppe
Die Sparkasse Osterode am Harz ist Teil der Sparkassen-Finanzgruppe und gehört damit auch ihrem Haftungsverbund an. Er sichert den Bestand der Institute und sorgt dafür, dass sie auch im Fall der Insolvenz einzelner Sparkassen alle Verbindlichkeiten erfüllen können. Die Sparkasse vermittelt Bausparverträge der regionalen Landesbausparkasse, offene Investmentfonds der Deka und Versicherungen der VGH Versicherungen. Im Bereich des Leasing arbeitet die Sparkasse Osterode am Harz mit der  Deutschen Leasing zusammen. Die Funktion der Sparkassenzentralbank nimmt die NORD/LB wahr.

## Geschichte
1928 fusionierten die Sparkasse der Gemeinden des alten Amtes Westerhof (gegründet 1891) mit Sitz in Echte sowie Sparkasse des vormaligen Amtes Herzberg (gegründet 1855 als Amtssparkasse Herzberg) mit Sitz in Herzberg am Harz miteinander. Die dadurch neugegründete Sparkasse der vormaligen Ämter Herzberg und Westerhof (später Sparkasse des Kreises Osterode am Harz) wurde 1963 vom Landkreis Osterode am Harz übernommen und in Kreissparkasse Osterode am Harz umbenannt. Es blieb jedoch bei den Gemeinden um Echte sowie Herzberg.
Im Zuge des Harzgesetzes kamen die Gemeinden Westerhof und Echte 1972 in den Landkreis Northeim. Daher fusionierten die Kreissparkasse Osterode am Harz, die nur noch Herzberg umfasste, sowie die Stadtsparkasse Bad Lauterberg im Harz miteinander. Durch das Harzgesetz kamen die Gemeinden Barbis, Bartolfelde und Osterhagen sowie Lonau, Pöhlde, Scharzfeld und Sieber hinzu. Es entstand die Sparkasse im Landkreis Osterode am Harz mit Sitz in Herzberg am Harz.
Die heutige Sparkasse Osterode am Harz entstand am 1. Juli 2005 durch Fusion mit der Stadtsparkasse Osterode am Harz, die 1840 gegründet wurde.
Zum Jahresende 2017 wurden aus wirtschaftlichen und Sicherheitsgründen vier SB-Standorte mit Geldautomaten in Osterode, Lasfelde, Herzberg und Bad Lauterberg geschlossen. Es verblieben zehn Filialen und ein SB-Standort. Zum 1. Januar 2020 fusionierte die Stadtsparkasse Bad Sachsa mit der Sparkasse Osterode am Harz. Im Jahr 2020 sollen zudem die fünf bestehenden Filialen in Bad Grund, Barbis, Gittelde, Pöhlde und Wulften geschlossen werden. Seit dem 1. Juli 2020 betreibt die Sparkasse Osterode am Harz zusammen mit der Volksbank im Harz drei gemeinsame Standorte für Geldautomaten in Pöhlde, Barbis und Wulften. Diese Zusammenarbeit ist zunächst auf drei Jahre befristet und verhindert so eine komplette Schließung dieser Standorte.